# Archibald Edward Harbord Anson
Archibald Edward Harbord Anson, né à Londres au Royaume-Uni en 1826, il était un des fils du général britannique sir William Anson (en). Il s’enrôle dans les forces armées britanniques en 1844 et sert en Crimée. Il sera nommé lieutenant-gouverneur de Penang entre 1867 à 1882. Il publia "About others and myself" (Londres, 1920). Il est décédé le 25 février 1925.